# Jefe del Estado Mayor Conjunto de la Defensa de Chile
El Jefe del Estado Mayor Conjunto de Chile (JEMCO) es el jefe a cargo del Estado Mayor Conjunto (EMCO). Lo desempeña un oficial general de las Fuerzas Armadas de Chile, especialista en Estado Mayor, del grado de general de división (Ejército), vicealmirante (Armada) o general de Aviación (Fuerza Aérea de Chile). Es designado por el presidente de la República y depende directamente del ministro de Defensa Nacional.
Este cargo es sucesor del jefe del Estado Mayor de la Defensa Nacional que era el jefe a cargo del Estado Mayor de la Defensa Nacional de Chile, también organismo asesor del Ministerio de Defensa Nacional y que fue suprimido en 2010.

## Funciones
El Jefe del Estado Mayor Conjunto es el asesor directo e inmediato del ministro de Defensa Nacional, en todo lo que diga relación con el desarrollo y empleo conjunto de la fuerza. Además, ejerce el mando militar de las fuerzas terrestres, navales, aéreas y conjuntas asignadas a las operaciones, en conformidad a la planificación secundaria de la defensa nacional. También le corresponde ejercer el mando de las tropas y medios nacionales que participen en misiones de paz, siendo la Autoridad Militar Nacional para tales efectos.

## Jefes del Estado Mayor Conjunto
| Rango               | Imagen | Nombre                      | Inicio                   | Final                    | Rama         |
| ------------------- | ------ | --------------------------- | ------------------------ | ------------------------ | ------------ |
| General de división |        | Cristián Le Dantec Gallardo | 23 de febrero de 2010    | 17 de enero de 2011      | Ejército     |
| General de división |        | Hernán Mardones Ríos        | 17 de enero de 2011      | 9 de diciembre de 2013   | Ejército     |
| Vicealmirante       |        | José Miguel Romero Aguirre  | 9 de diciembre de 2013   | 9 de diciembre de 2015   | Armada       |
| General de Aviación |        | Arturo Merino Núñez         | 1 de enero de 2016       | 5 de noviembre de 2018   | Fuerza Aérea |
| Vicealmirante       |        | Rodrigo Álvarez Aguirre     | 5 de noviembre de 2018   | 13 de noviembre de 2020  | Armada       |
| General de división |        | Javier Iturriaga del Campo  | 13 de noviembre de 2020  | 8 de marzo de 2022       | Ejército     |
| General de división |        | Guillermo Paiva Hernández   | 9 de marzo de 2022       | 22 de septiembre de 2022 | Ejército     |
| Vicealmirante       |        | José Luis Fernández Morales | 23 de septiembre de 2022 | 24 de noviembre de 2022  | Armada       |
| General de Aviación |        | José Nogueira León          | 24 de noviembre de 2022  | 5 de diciembre de 2022   | Fuerza Aérea |
| General de Aviación |        | Jean Pierre Desgroux Ycaza  | 5 de diciembre de 2022   | 20 de noviembre de 2023  | Fuerza Aérea |
| Vicealmirante       |        | Pablo Niemann Figari        | 20 de noviembre de 2023  | 12 de junio de 2025      | Armada       |
| General de Aviación |        | Leonardo Romanini Gutiérrez | 12 de junio de 2025      |                          | Fuerza Aérea |